# Son Sen
Son Sen, född 12 juni 1930 i Tra Vinh, Vietnam, död 10 juni 1997 (avrättad) i Kambodja, var en kambodjansk gerillasoldat, militär, kommunistledare.

## Biografi
Son Sen föddes i en kambodjansk familj i södra Vietnam och fick sin utbildning i Phnom Penh och under 1950-talet också i Paris, där han, nu övertygad marxist, var en i kretsen kring Saloth Sar (Pol Pot). Tillbaka i Kambodja blev han en av ledarna för det omorganiserade Kambodjanska kommunistpartiet.
Efter de Röda khmerernas maktövertagande 1975 blev Son Sen ansvarig för den nordöstra zonen i Demokratiska Kampuchea och sedan försvarsminister i de Röda khmerernas regering. Han var även på högre plan ansvarig för utrotningslägret S-21 Tuol Sleng och högste chef för den kambodjanska hemliga polisen, Santebal. Efter de röda khmerernas fall 1979 var han fortsatt en av de ledande i röda khmerernas ledarskikt. 
Han var Pol Pots högra hand och vän i ett halvsekel och utsågs efter dennes avgång 1985 till högste befäl för röda khmerernas upprorsarmé. Som representant för dessa drev han tillsammans med Ta Mok fredsförhandlingar med den Vietnamstödda regeringen och FN, men avsattes sedan de vietnamesiska trupperna dragits tillbaka 1992, då röda khmererna valt att bojkotta de nationella valen. Sedan han misstänkts ha fört fortsatta förhandlingar med regeringen för egen del fängslades han 1997, varpå Pol Pot beordrade att han och hela hans familj skulle avrättas. Enligt Norodom Ranariddh, Kambodjas premiärminister  1993–1997, skulle den tidigare försvarsministern, hans fru, och nio av deras släktingar ha arkebuserats, varpå de kördes över med en lastbil.
Mordet på Son Sen ledde till Pol Pots och de röda khmerernas slutliga fall, då han redan samma dag avsattes av Ta Mok.